# Ланзиоя
Ланзиоя — река в России, протекает по Пряжинскому району Карелии.
Исток — на границе с Прионежским районом. Течёт на запад вдали от населённых пунктов, впадает в озеро Пелдожское — исток Святреки. Длина реки составляет 11 км.

## Данные водного реестра
По данным государственного водного реестра России относится к Балтийскому бассейновому округу, водохозяйственный участок реки — Шуя, речной подбассейн реки — Свирь (включая реки бассейна Онежского озера). Относится к речному бассейну реки Нева (включая бассейны рек Онежского и Ладожского озера).
Код объекта в государственном водном реестре — 01040100112102000014592.